# وجدان زنو
وجدان زنو یا اعترافات زنو (به ایتالیایی: La coscienza di Zeno) رمانی از ایتالو اسووو نویسندهٔ ایتالیایی است. این رمان در سال ۱۹۲۳ منتشر شده‌است.

## در مورد رمان
کتاب، تشکیل شده از خاطرات زنو کاسینی که به اصرار روانپزشکش آن را نوشته و نشان دهنده علاقه نویسنده به تئوری‌های زیگموند فروید است. این رمان هم مثل نوشته‌های قبلی اسووو از طرف منتقدین و خوانندگان ایتالیایی کاملآ نادیده گرفته شد. به شکلی که اگر تلاش‌های جیمز جویس برای ترجمه و چاپ آن در پاریس نبود شاید تا به حال از بین رفته بود. در واقع تلاش‌های جویس برای معرفی کتاب به منتقدین فرانسوی و ستایشی که آن‌ها از این اثر به عمل آوردند باعث توجه منتقدین ایتالیایی به آن شد.
در یادداشت مترجم فارسی وجدان زنو آمده‌است که: شوپنهاور معتقد است که اگر به کل هستی بشر بنگریم جز تراژدی چیزی در آن نخواهیم یافت، در حالی که اگر به جزئیات آن توجه کنیم طنز و کمدی را جلوه گر می‌یابیم. در وجدان زنو همین دو جنبهٔ زندگی انسان به نحوی استادانه ترسیم شده‌است.
وقتی که از ادبیات جدید اروپا صحبت می‌کنیم و بلافاصله به یاد جیمز جویس، پیراندلو، کافکا، پروست، لارنس، ژید و توماس مان می‌افتیم، نباید فراموش کنیم که ایتالو اسووو چه از جهت اصالت سبک و چه از جهت غنای ادبی از زمره این پیشگامان ادبیات نوین اروپاست؛ و این سخن آندره تریو را دربارهٔ وجدان زنو از یاد نبریم: «یک شاهکار عظیم و باور نکردنی … در طول یک قرن احتمال دارد فقط پنج یا شش اثر به این غنا و عظمت خلق شود.»

## خلاصه رمان
رمان شامل شش فصل است: آخرین سیگار، مرگ پدر، ماجرای ازدواج من، همسر و معشوقه، داستان یک شرکت تجاری و روانکاوی.

### مقدمه
من همان طبیبی هستم که بیمار من، در حدیث نفسی که به دنبال خواهد آمد، با لحنی نه چندان محبت‌آمیز از او حرف زده‌است. هر کس کمترین اطلاعی از روانکاوی داشته باشد می‌تواند انگیزه نفرت بیمارم را نسبت به من درک کند.
در اینجا من قصد ندارم از روانکاوی حرف بزنم، چون در این کتاب به حد کافی از آن صحبت خواهد شد. مرا از این که بیمارم را وادار کردم که شرح حالش را بنویسد باید بخشید؛ روانکاوها، مسلماً، از چنین ابتکاری گره بر ابرو خواهند انداخت. حقیقت این بود که بیمار من پیر بود و من امیدوار بودم که کوششی که او در به یاد آوردن گذشته‌اش به خرج خواهد داد در معالجه‌اش مؤثر خواهد بود. حتی در حال حاضر هم این فکر به نظرم درست می‌آید؛ از این طریق من نتایج بسیار قابل ملاحظه‌ای در معالجهٔ بیمارم بدست آوردم؛ این نتایج می‌توانست باز هم درخشان‌تر باشد اگر او، در حساس‌ترین لحظه، از معالجه روگردان نمی‌شد و، به این ترتیب، مرا از ثمره کار دقیق و طولانی‌ام محروم نمی‌کرد.
من نوشته‌های او را از جهت انتقام‌جویی منتشر می‌کنم و امیدوارم که او واقعاً از این کارم خشمگین بشود؛ ولی علاقه‌مندم بداند که حاضرم مبلغ زیادی را که از انتشار آن عایدم می‌شود با او نصف کنم؛ و برای این کار فقط یک شرط می‌گذارم: بیاید معالجه‌اش را ادامه بدهد. ظاهراً این کار نباید برای او زحمتی داشته باشد. علی‌الخصوص که واقعاً نسبت به خودش سخت کنجکاو است! اگر می‌دانست که راست و دروغی که سر هم کرده‌است، و در صفحات آینده از نظر همگان خواهد گذشت، چگونه تفسیر خواهد شد شاید در تصمیمش تجدید نظر می‌کرد!
دکتر س …

### پیشگفتار
کودکی؟ به کودکی ام نگاه کنم؟ بیش از پنجاه سال است که آن را پشت سر گذاشته‌ام. اگر موانع مختلفی –در حقیقت کوه‌های سر به فلک کشیده‌ای- مرا از آن جدا نمی‌کرد شاید چشمان نزدیک بین من می‌توانست نوری را که کورسو زنان از آن می‌تابد مشاهده کند.
دکتر به من توصیه کرده‌است که لازم نیست خیلی به خودم فشار بیاورم و به دور دورها نگاه کنم. از نظر این آقایان ظاهرآ وقایع خیلی نزدیک، حتی احلام و رویاهای شب گذشته هم درخور ارزیابیی و نقد و بررسی است؛ ولی حتی برای این کار هم انسان نیاز به نظم و ترتیبی دارد. به خاطر آن که همه چیز را از ابتدا شروع و تشریح کنم و فقط برای آن که کمکی در حل مشکل دکتر کرده باشم به محض آن که او تریست را برای مدتی طولانی ترک کرد، یکی از کتاب‌های مشهور روانکاوی را خریداری کردم. کتاب مشکلی نیست و فهم آن بسیار آسان است: حیف که بسیار ملال‌آور است.
بعد از نهار، این منم که در صندلی راحتی دراز کشیده‌ام و مداد و کاغذ به دست دارم. حتی یک چین هم در پیشانی من به چشم نمی‌خورد، چون سعی می‌کنم کمترین فشاری به مغزم نیاورم. به نظرم می‌آید که فکرم جدا از من سیر می‌کند. من آن را می‌بینم: بالا و پایین رفتن آن را حس می‌کنم… به ظاهر تنها کاری که می‌تواند انجام بدهد همین بالا و پایین رفتن است. برای آن که به یادش بیاورم که فکر است و وظیفه‌ای به عهده دارد، مدادم را به گردش درمی‌آورم. به محض این کار، پیشانی ام پرچین می‌شود: چون هر کلمه‌ای از ترکیب حروف درست می‌شود حجابی در جلو چشمانم می‌کشد و گذشته را از میدان دیدم نهان می‌دارد…
روز گذشته، کوشش کردم فکرم را از هر گونه قید و بندی رها کنم. به امتحانش می‌ارزید، چون نتیجه اش خوابی بسیار عمیق و طولانی بود؛ پس از بیداری، صرفنظر از احساس سبکی و راحتی، به نظرم آمد که چیزهای مهمی را در خواب دیده‌ام؛ ولی چیزی از آن را نتوانستم به خاطر بیاورم: چیزهای مهمی که برای همیشه در کام فراموشی فرورفتند؛ ولی امروز به لطف مدادی که در دست دارم، بیدارم. اشباح عجیب و غریبی در نظرم جلوه گر می‌شوند که هیچ‌گونه ارتباطی با گذشته من ندارند؛ در گردنه کوهی لوکوموتیوی را که واگُن‌های بیشماری به آن بسته‌اند. در حال توقف می‌بینم که معلوم نیست از کجا آمده‌است و به کجا می‌رود و به چه منظوری در آنجا ایستاده است.
در حالت خواب و بیداری ام، به یادم می‌آید که کتاب روانکاوی ام می‌آموزد که انسان می‌تواند گذشته دور و حتی کودکی و حتی زمانی را که در قنداق بوده‌است به خاطر بیاورد. فورآ بچه‌ای در شلوار لاستیکی در نظرم مجسم می‌شود؛ ولی از کجا معلوم است که این بچه من باشم؟ او اصلآ شباهتی به من ندارد؛ این بچه به نوزادی شبیه است که چند روز قبل خواهر زنم زاییده‌است و همه او را به خاطر کوچکی دست‌ها و بزرگی چشم‌ها معرکه می‌دانستند. آه، باید بچگی ام را به خاطر بیاورم، چه کنم، چاره ندارم! بچه بیچاره من حتی راهی ندارم که تو را از آینده‌ای که در انتظارت است مطلع سازم؛ تویی که داری دوران بچگی ات را طی می‌کنی، نمی‌دانی که چه از نظر سلامت عقلی ات چقدر حائز اهمیت است که این دوران از زندگی ات را دقیقآ به خاطر بسپاری؛ مخصوصآ وقتی که پی خواهی برد که چقدر اهمیت دارد که همه زندگی ات را، حتی آن قسمت‌هایی را که سخت مورد نفرت توست، کاملآ از حفظ داشته باشی! فعلآ، ای بیچاره ناخودآگاه، بافت بدنت تو را به طرف کشف لذایذ حیات می‌کشاند و دستیابی به همین لذایذ سرچشمه همه دردها و بیماری‌هایت خواهد شد؛ و آنهایی که می‌خواهند تو را از این دردها و بیماری‌ها در امان نگه دارند باسوق دادن تو به طرف این لذایذ خود ناخودآگاه سقوطت را در ورطه دردها و بیماری‌ها تسریع خواهد کرد. چه می‌شود کرد؟ غیرممکن است که بشود از قنداقت محافظت کرد. آه، نوزاد بیچاره، در وجود تو فعل و انفعالات مرموزی در شرف تکوین است. هر دقیقه‌ای که بر عمرت اضافه می‌شود، امکان بیمار شدنت را بیشتر می‌سازد؛ چون غیرممکن است که تمام دقایق پاک و تهی از خطر باشد. از طرف دیگر، کوچولوی بیچاره من در رگ‌های تو خون کسانی جریان دارد که من از حال و روز آنان آگاهم. دقایقی که در حال سپری شدن است شاید پاک و تهی از خطر باشند، ولی قرونی که تو را برای تولد مهیا می‌کرد چنین وضعی را فاقد بوده‌است.
مثل این که سخت از تخیلاتی که طلیعه دار خواب می‌تواند باشد فاصله می‌گیرم. فردا دوباره سعی خواهم کرد.

## ترجمه فارسی
این رمان به دست مرتضی کلانتریان ترجمه و در پاییز ۱۳۶۳ چاپ شده‌است. بعد از بیست سال و در پاییز ۱۳۸۳ شخصاً به دست مترجم تجدید چاپ شد.
در چاپ دوم ترجمه فارسی کتاب دارای ۴۷۲ صفحه است.